# Le Retour de Tarzan (film)

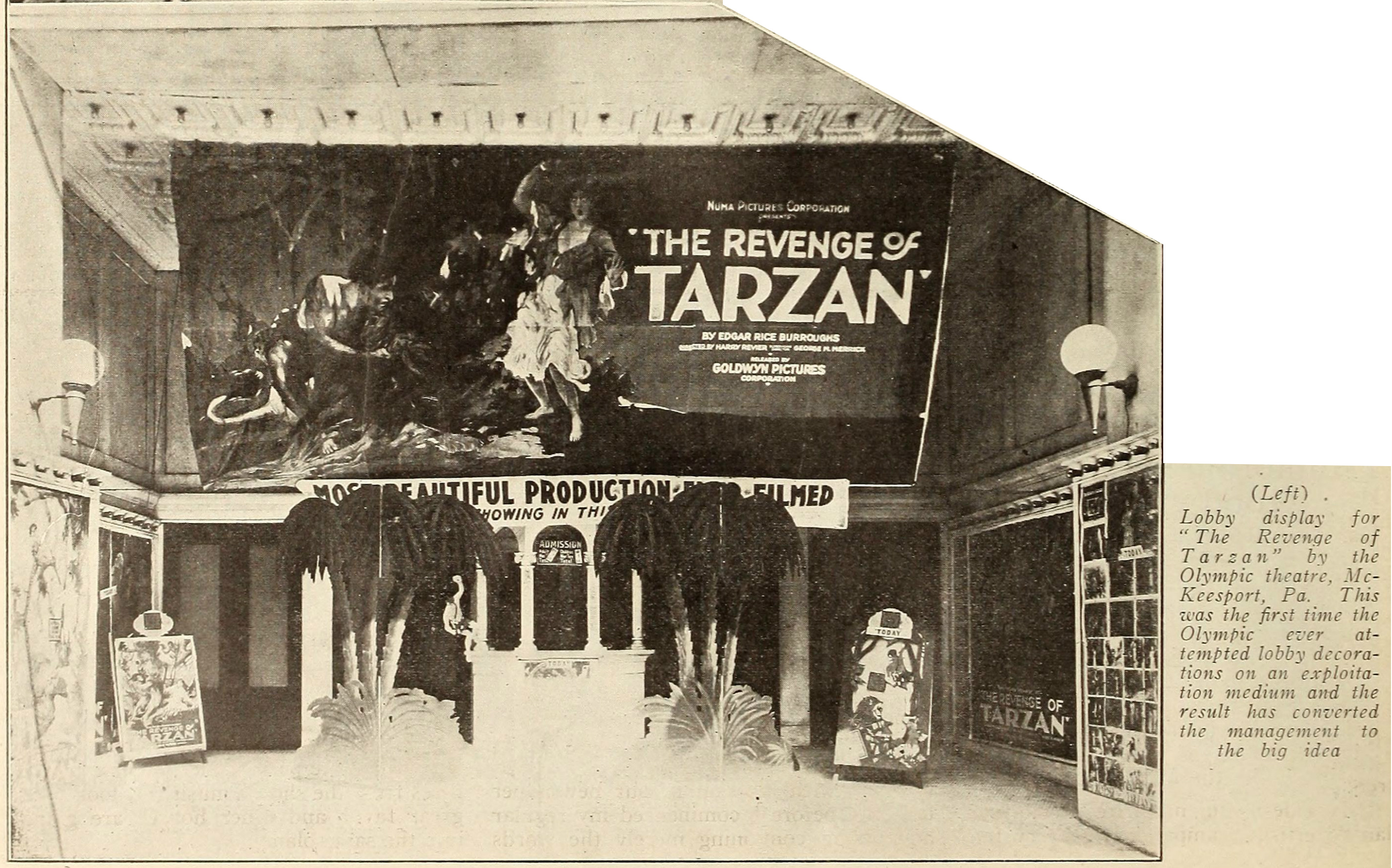
Le film à l'affiche d'un cinéma américain

Le Retour de Tarzan (The Revenge of Tarzan) est un film muet américain réalisé par Harry Revier et George M. Merrick d'après le roman du même titre d'Edgar Rice Burroughs. Le film est sorti en 1920.

## Fiche technique
- Titre original : The Revenge of Tarzan

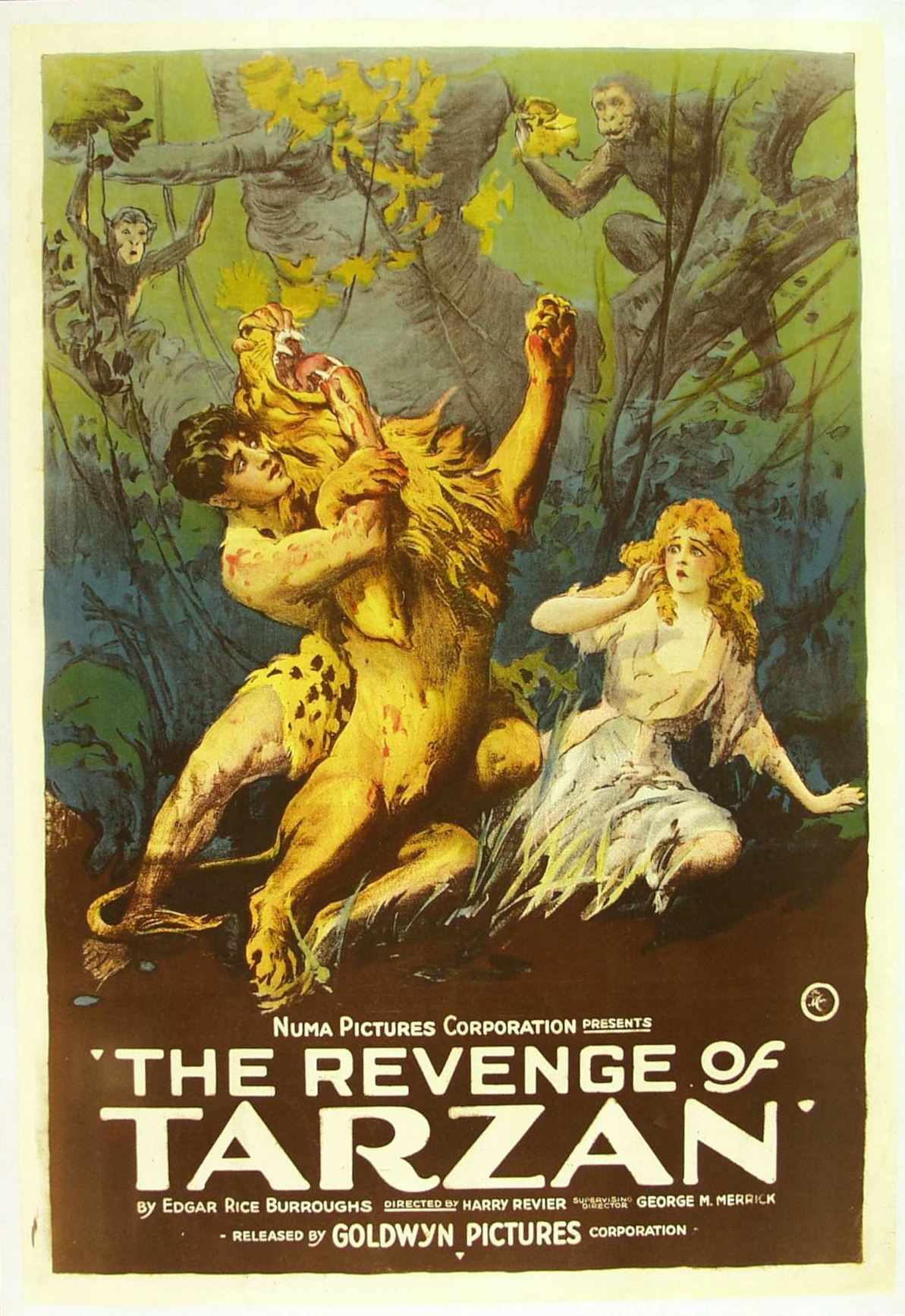
Affiche du film

- Réalisation : Harry Revier et George M. Merrick
- Scénario : d'après Edgar Rice Burroughs
- Production :  Great Western Producing Company, Numa Pictures Corporation
- Producteurs : Adolph Weiss, Louis Weiss, Max Weiss
- Distribution : Goldwyn Pictures
- Lieu de tournage : Californie
- Date de sortie : 30 mai 1920

## Distribution
- Gene Pollar : Tarzan
- Karla Schramm : Jane
- Estelle Taylor : la comtesse de Coude
- Armand Cortes : Nikolas Rokoff
- Franklin B. Coates : Paul D'Arnot
- George Romain : le comte de Coude
- Walter Miller : l'homme de main de Rokoff